# Marcel Mendiharat
Marcel Mendiharat-Pommies, né à Ostabat dans les Basses-Pyrénées (actuellement Pyrénées-Atlantiques) le 2 mai 1914 et mort le 12 juin 2007, est un évêque catholique français, évêque de Salto en Uruguay de 1968 à 1989.

## Biographie
Marcel Mendiharat est ordonné prêtre le 22 juillet 1945.
Il est nommé évêque coadjuteur de diocèse de Salto en Uruguay et évêque titulaire de Zerta (de) le 3 février 1959 et consacré le 18 mai 1959. Le 1er janvier 1968, il devient évêque de Salto jusqu’à sa retraite le 8 mars 1989.
Il meurt le 12 juin 2007, étant demeuré évêque émérite de Salto.